# 加亚内斯
加亚内斯（西班牙語：Gayanes）是西班牙巴伦西亚自治区阿利坎特省的一个市镇。总面积10km2，总人口319人（2001年），人口密度32人/km2。